# Vietato ai minori (album)
Vietato ai minori è l'ottavo album di Ivan Cattaneo, pubblicato nel 1986.

## Il disco
Dopo aver ottenuto nuovamente un buon successo con il secondo album di revival, Ivan si prende un periodo di riflessione artistica. Il cantante non rinnega l'ottimo riscontro commerciale che gli album di cover portano, ma si sente strumentalizzato e ridotto al solo ruolo di interprete, perdendo così la sua identità di cantautore degli inizi.
L'artista decide quindi di distaccarsi da questa situazione e incide Vietato ai minori che gli permetterà di svincolarsi dal contratto discografico con la CGD.
L'album contiene un nuovo tributo agli anni sessanta, con pezzi come Il volto della vita di Caterina Caselli.

## Tracce
1. Gira gira
2. Il volto della vita
3. Neo latina
4. Winchester Cathedral
5. Se tu mi regali un fiore
6. Ogni volta
7. La tua immagine
8. Sacumdì Sacumdà
9. Buondì
10. Na Na Hey Hey Kiss Him Goodbye
11. Brigitte Bardot
12. Soldi soldi soldi
13. La ragazza di Ipanema
14. Hallo I love you / Light my fire
15. Speedy Gonzales
16. Da-Da-Um-Pa

## Formazione
- Ivan Cattaneo – voce, cori
- Riccardo Giagni – chitarra
- Gigi Cappellotto – basso
- Flaviano Cuffari – batteria, cori
- Edo Martin – tastiera
- Claudio Bazzari – chitarra
- Roberto Colombo – tastiera, cori
- Andrea Fornili – chitarra
- Claudio Wally Allifranchini – sax
- Bruno Crovetto, Luana Heredia – cori